# Ботега Ђеновини (Пиза)
Ботега Ђеновини је насеље у Италији у округу Пиза, региону Тоскана.
Према процени из 2011. у насељу је живело 27 становника. Насеље се налази на надморској висини од 44 м.